# Kozmice (Benešovi járás)
Kozmice település Csehországban, a Benešovi járásban. Kozmice Vranov, Čakov, Ostředek, Petroupim és Teplýšovice településekkel határos. Lakosainak száma 427 fő (2024. január 1.).

## Népesség
A település lakosságának változását az alábbi diagram mutatja:
| Lakosok száma | 545  | 678  | 543  | 391  | 309  | 231  | 316  | 320  | 392  | 427  |
|               | 1869 | 1890 | 1921 | 1950 | 1980 | 2001 | 2017 | 2019 | 2022 | 2024 |